# Hannah Arendt
Hannah Arendt (születési neve: Johanna Arendt) (Linden /ma Hannover része/, 1906. október 14. – New York, 1975. december 4.) német zsidó származású amerikai filozófus, politikai filozófus, történész, író, a huszadik század egyik legnagyobb hatású gondolkodója, a totalitárius rendszerek kutatója.

## Gyermekkora
Anyai és apai felmenői oroszországi zsidók, a német felvilágosodás hívei, Königsbergben telepedtek le és kereskedéssel foglalkoztak. Szülei Hannoverbe költöztek, amikor a mérnök apa egy áramszolgáltató cégnél talált munkát. Súlyos betegsége miatt azonban visszatértek Königsbergbe, ahol Hannah kulturált, asszimilált családban nőtt fel.

## Tanulmányai
1924-ben Martin Heideggernél tanult filozófiát a Marburgi Egyetemen, mellékszakon pedig evangélikus teológiát és filológiát. Szerelmi viszonyt folytatott titokban professzorával. A kapcsolatról 1982-ben szerzett tudomást a világ Elisabeth Young-Brueh Arendt-életrajzából. A viszonynak nem lehetett folytatása, és Hannah ekkor szembesült először német zsidó identitásával. Heidegger később bevallotta, hogy a kiemelkedően tehetséges tanítványától kapta az inspirációt a Lét és Idő című munkájához.
1926-ban Freiburg im Breisgauban hallgatta Edmund Husserl előadásait, majd Karl Jaspersnél tanult filozófiát a Heidelbergi Egyetemen. Jaspersnél doktorált 1928-ban A szeretet fogalma Hippói Szent Ágostonnál című disszertációjával.
1929-ben feleségül ment Günther Anders (Günther Siegmund Stern) osztrák újságíró és filozófushoz, és Berlinbe költöztek. Professzorainak közbenjárására ösztöndíjat kapott, és a német romantikával kezdett foglalkozni. Rahel Varnhagen kiadatlan levelei alapján írta meg habilitációs dolgozatát, Rahel Varnhagen. Egy német zsidó nő élettörténete a romantika korából. A mű a zsidók társadalmi asszimilációjának körülményeivel foglalkozik, németországi életüket ábrázolja az egzisztencia-filozófia módszerével. Dolgozatát 1933-ban már befejezte, de csak 1959-ben jelenhetett meg. Arendt erősen azonosult Rahel alakjával.

## Az emigráció évei
Hitler hatalomra kerülése után üldözötteket bújtattak berlini lakásukban. Anders Párizsba emigrált, Hannaht rövid időre letartóztatta a Gestapo, de Genfen keresztül sikerült Párizsba jutnia, 1937-ben elváltak. 
Különböző zsidó szervezeteknél dolgozott társadalmi munkásként. 1935-ben látogatott először Palesztinába, amikor zsidó fiatalokat, gyermekeket segített kimenekíteni. 1936-ban részt vett a Zsidó Világkongresszus alapító ülésén Genfben.
Párizsban kezdődött barátsága Walter Benjaminnal. 1940-ben házasságot kötött Heinrich Blücher filozófussal, a Németországban üldözött kommunista újságíróval. Ekkor kezdett foglalkozni politikaelmélettel és a marxizmussal. 1940-ben a gurs-i gyűjtőtáborba vitték, de néhány hét után sikerült megszöknie. 1941-ben Lisszabonon keresztül érkezett New Yorkba férjével és édesanyjával.
Újságíróként helyezkedett el. 1941 és 1945 között a Der Aufbau német nyelvű zsidó újságban írt cikkeket a zsidó nép nemzetként vagy államként lehetséges újjászületéséről. Az írások jól dokumentálják, hogy Arendt 1943-tól eltávolodott a cionizmustól. Politikai demokráciát képzelt el a fasizmus feletti győzelem utáni időkre. Hevesen bírálta a cionista vezetők titkos diplomáciáját, amellyel saját érdekeiket akarták érvényesíteni a zsidó telepesek, bevándorlók vagy a palesztin lakosság létérdekeivel szemben. Meggyőződése szerint a brit gyarmatigazgatás és a zsidó államalapítást ellenző arabok elleni terrorcselekmények szintén a titkos diplomácia részét képezték. Azt jósolta, hogy az ilyen alapokra épített állam nem fogja meglelni a békét. A zsidó nemzet és az arab–palesztin lakosság közötti politikai–kulturális egyensúly mellett érvelt. Olyan politikai föderációt képzelt el, amely összefogja a régióban élő különböző népcsoportokat, nemzeteket és gazdasági együttműködésen is alapul.
1944–1946-ban a Conference on Jewish Relations kutatócsoportjának volt a vezetője, majd a Salma Schocken könyvkiadó vezető lektora 1949-ig. A Zsidó kultúra újjáépítésével foglalkozó szervezet (Jewish Cultural Reconstruction) élén állt 1948 és 1952 között, amely a kutatás céljából Németországba vitt, a nácik által elkobzott és az amerikai megszállási zónában megtalált kulturális javakat, elsősorban könyveket, régi kéziratokat és kultúrtárgyakat szerezte vissza. Ilyen küldetésben járt Arendt 1949–50-ben, a háború után először, Németországban. Tapasztalatait megírta a The Aftermath of Nazi Rule (Besuch in Deutschland) híressé vált tanulmányában. 1951-ben amerikai állampolgár lett és ebben az évben jelent meg fő műve, a Totalitarizmus gyökerei, és ennek köszönhette, hogy jelentős politika- és társadalomtudományi teoretikusként ismerték el. Princetoni és Harvard vendégprofesszúrák után 1953-ban a Brooklyn College New Yorkban kapott tanári állást. 1958-ban a Deutsche Akademie für Sprache und Dichtung levelező tagjává választották.
1961-ben újságíróként vett részt Adolf Eichmann perén Jeruzsálemben. Riportja a The New Yorkerben jelent meg először, majd könyv formájában is kiadták Eichmann in Jerusalem címmel. A könyv botránykő lett Izraelben, mert elmarasztaló véleményt írt a zsidó tanácsokról. Bár Arendt hangsúlyozta, hogy a tanácsok terror nyomása alatt működtek, és elsősorban embereket akartak megmenteni, de akaratlanul is segítették a holokausztot.
A leghíresebb, A totalitarizmus gyökerei című művében (Elemente und Ursprünge der totalen Herrschaft / The Origins of Totalitarianism) a totalitárius diktatúrák jellemzőit és eredetét elemzi.
Politikai magatartását a menekülés és hontalanság állapotában átélt tapasztalatai formálták. A We Refugees könyvében kíméletlenül tárja fel, hogy a sehova nem tartozás mivé alakítja az embert. Éleslátással, kívülállóként figyelte korszakának eseményeit. Témái a politikai erőszak eredete, a gonoszság felfoghatatlansága, a politikai üldözöttek és menekültek emberi jogai, a munka értelme. Elemezte a diktatúrák létrejöttét és szolidáris volt a totalitárius rendszerek áldozataival. Eredeti és a dolgok lényegét kutató gondolatmenet nyomán jutott arra a felismerésre, hogy a kulturális válság hagyományvesztéssel jár együtt. Eszménye volt a korlátok és előítéletek nélküli gondolkodás.

## Magyarul megjelent művei
- A forradalom; ford. Pap Mária; Európa, Budapest, 1991
- A totalitarizmus gyökerei; ford. Berényi Gábor, Braun Róbert, Erős Ferenc, Seres Iván; Európa, Budapest, 1992
- Múlt és jövő között. Nyolc gyakorlat a politikai gondolkodás terén; ford. Módos Magdolna; Osiris–Readers International, Budapest, 1995 (Politikai filozófia)
- Eichmann Jeruzsálemben. Tudósítás a gonosz banalitásáról; ford. Mesés Péter; Osiris, Budapest, 2000 (Osiris könyvtár. Judaica)
- A sivatag és az oázisok / Mi a politika?; ford. Mesés Péter / Előadások Kant politikai filozófiájáról; ford. Pató Attila; Gond–Palatinus, Budapest, 2002 (Gutenberg tér)
- A magyar forradalom és a totalitárius imperializmus; ford. Kocsis Gábor; inː Albert Camusː Az akasztófák szocializmusa; tan. Nagy Alajos; Antológia, Lakitelek, 2006
- Fogódzó nélkül. Hannah Arendt olvasókönyv; szerk. Balogh László Levente, Biró-Kaszás Éva; Kalligram, Pozsony, 2008 (Memento könyvek)
- Rahel Varnhagen. Egy német zsidó nő élete a romantika korából; ford. Bán Zoltán András; Scolar, Budapest, 2014
- Karl Jaspersː A bűnösség kérdése; ford. Csejtei Dezső / Hannah Arendtː Szervezett bűnösség és egyetemes felelősség; ford. Juhász Anikó; Noran Libro, Budapest, 2015

### Folyóiratközlések
- Embernek lenni sötét időkben. Gondolatok Lessingről. In: Holmi, 2007/4. 407–425. o. (Veres Máté fordítása)
- Rosa Luxemburg (részletek). In: Ex Symposion, 2013/84. 39–46. o. (Pályi Márk fordítása)